# Costante di von Klitzing
La costante di von Klitzing è una costante fisica definita come il rapporto tra la costante di Planck e il quadrato della carica elettrica fondamentale e ha le dimensioni di una resistenza,
{\displaystyle R_{K}={\frac {h}{e^{2}}}}.
Come nel caso della velocità della luce il valore della costante di von Klitzing è fissato convenzionalmente: a partire dal 1º gennaio 1990, il suo valore è per definizione pari a 25812,807 ohm. Tale valore è stato in precedenza misurato con grande precisione per mezzo di misure dell'effetto Hall quantistico in eterostrutture. Tali misure sono state ripetute più volte in diversi laboratori metrologici e i risultati sono stati successivamente confrontati al fine di determinare l'entità massima dell'errore sperimentale. Poiché tali misure costituiscono fino a ora le più precise misure di resistenza disponibili, il valore della costante di von Klitzing è stato assunto come standard fondamentale di resistenza. Occorre però fare attenzione in quanto essa non definisce operativamente l'ohm (già definito a partire dall'ampere e dalle altre grandezze fondamentali del sistema internazionale) bensì costituisce un riferimento per costruire degli opportuni standard di resistenza.